# Église Saint-Saturnin de Nohic
Pour les articles homonymes, voir Église Saint-Saturnin.
L'église Saint-Saturnin de Nohic, également appelée église Saint-Sernin de Nohic est située sur la commune de Nohic, dans le département de Tarn-et-Garonne, en France.

## Description
Construite en brique avec des contreforts, elle présente une nef de trois travées flanquées de deux chapelles voûtées du XVIIIe siècle et un clocher-mur avec cinq baies ajourées en plein cintre dont deux reçoivent une cloche. Une tourelle octogonale, située près de l'angle sud-ouest de la façade ouest, contient un escalier donnant accès aux combles.
La porte d’entrée est ornée d’un écusson de l’ordre de Malte et des armes de Victor de Tholon de Sainte-Jalle, commandeur de Fronton en 1523.
L'intérieur, et notamment la voûte du chœur, a été décoré au XIXe siècle par les frères Pedoya, peintres établis en Ariège.

## Localisation
L'église avec cimetière attenant est située chemin de Panessac à l’ouest du village.

## Historique
Elle date du XIIIe siècle dont seules la façade et la base des murs ont été conservées.
D'abord ruinée durant la guerre de Cent Ans, elle devient un fort et perd sa voûte et une partie des murs au sud lors des guerres de religion particulièrement intenses dans la région. Elle sera restaurée au XVIIe siècle, XVIIIe siècle et XIXe siècle. La voûte du chœur a été remontée au XVIIIe siècle puis celle de la nef refaite en 1862.
Une nouvelle réfection de l'église est envisagée à partir de 2021.
Elle est classée au titre des monuments historiques par arrêté du 15 novembre 1913.

## Galerie

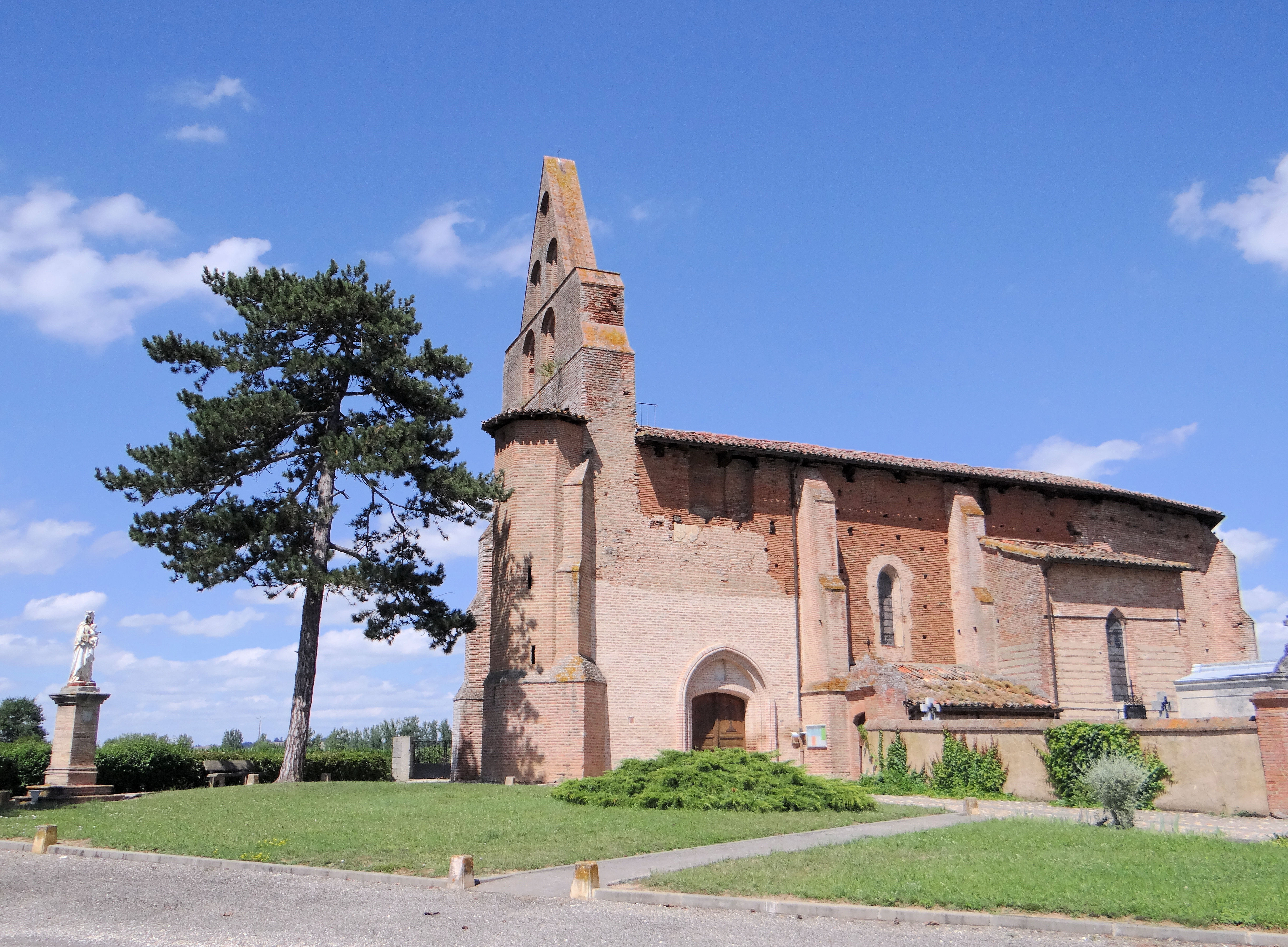
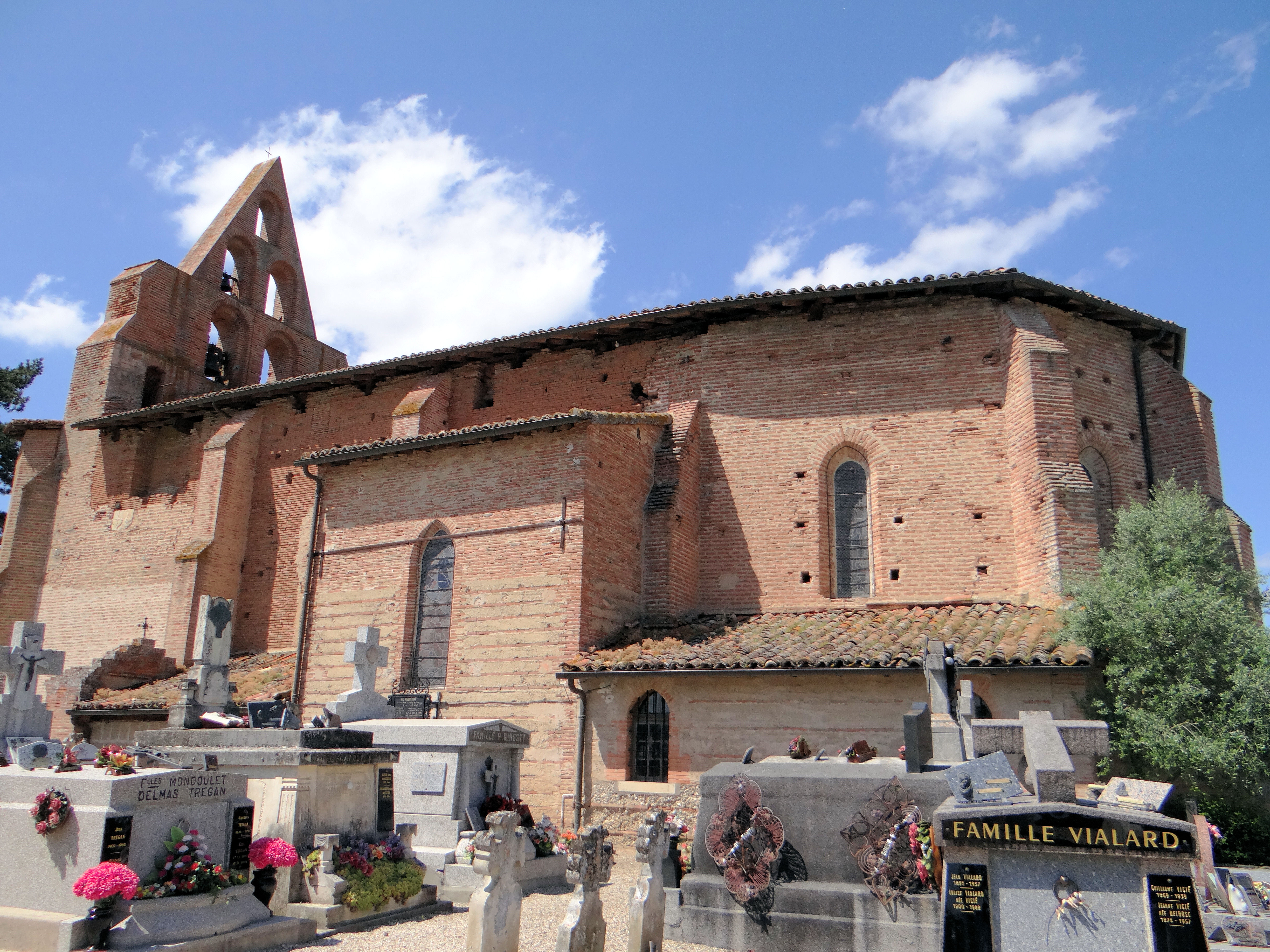
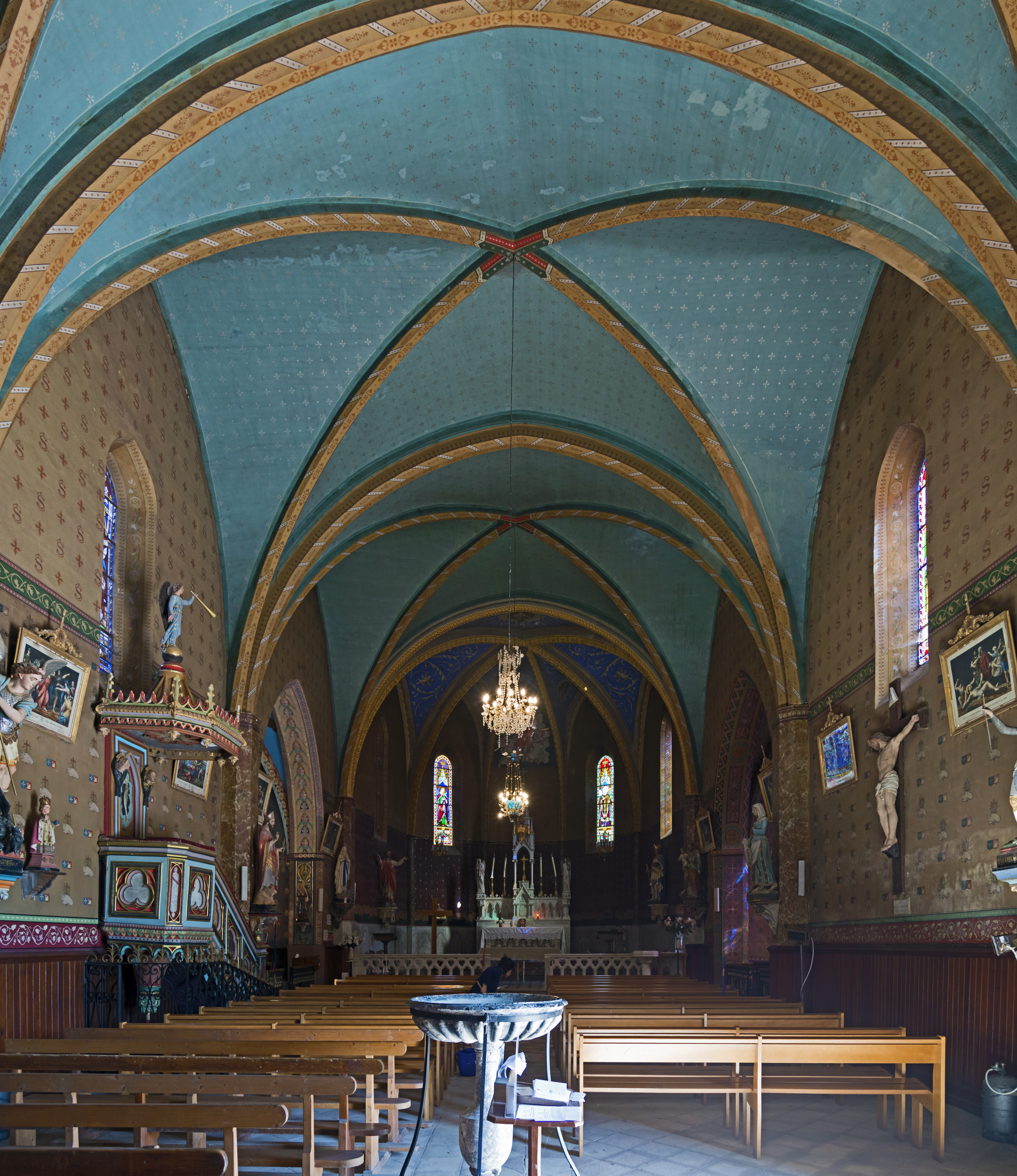
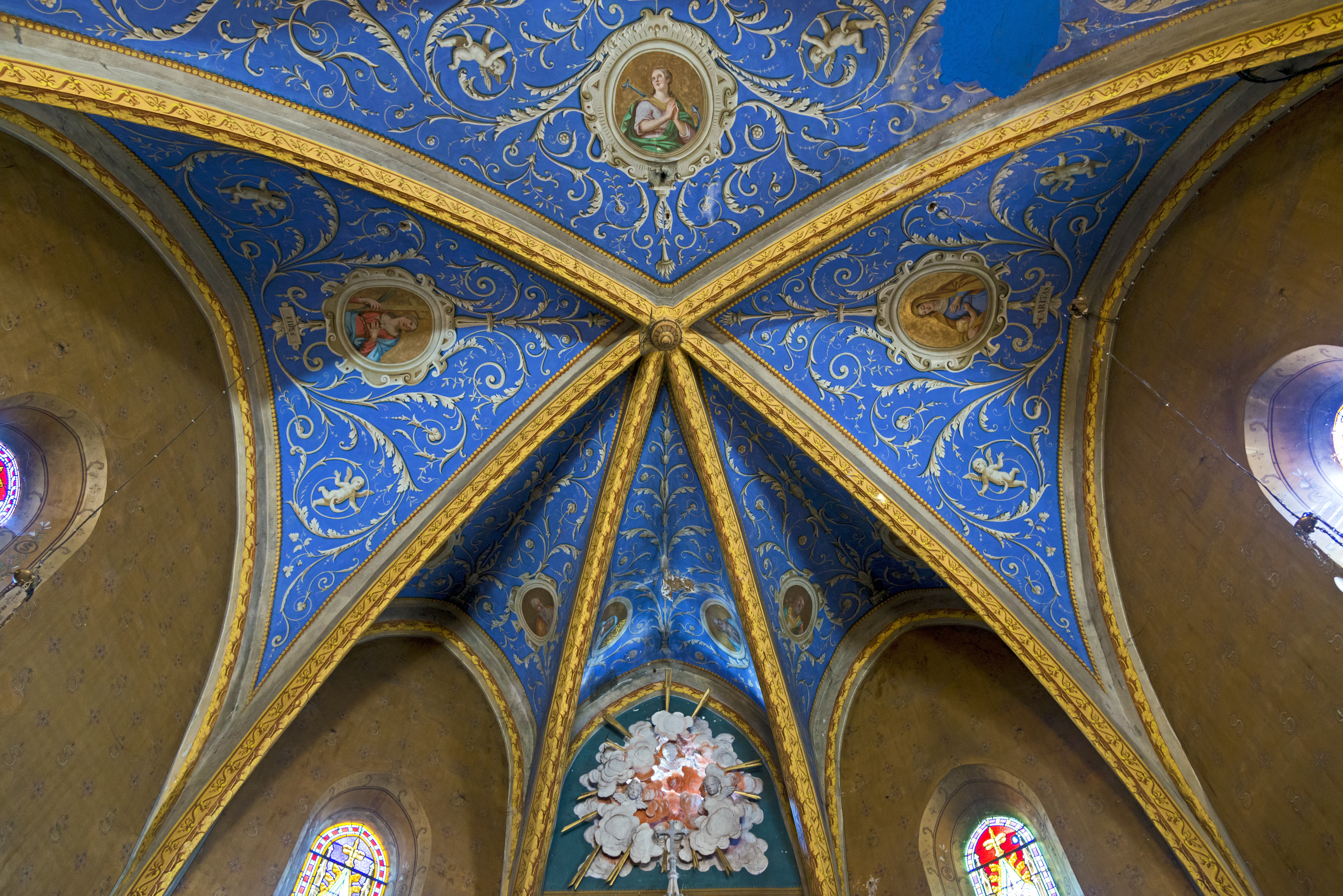
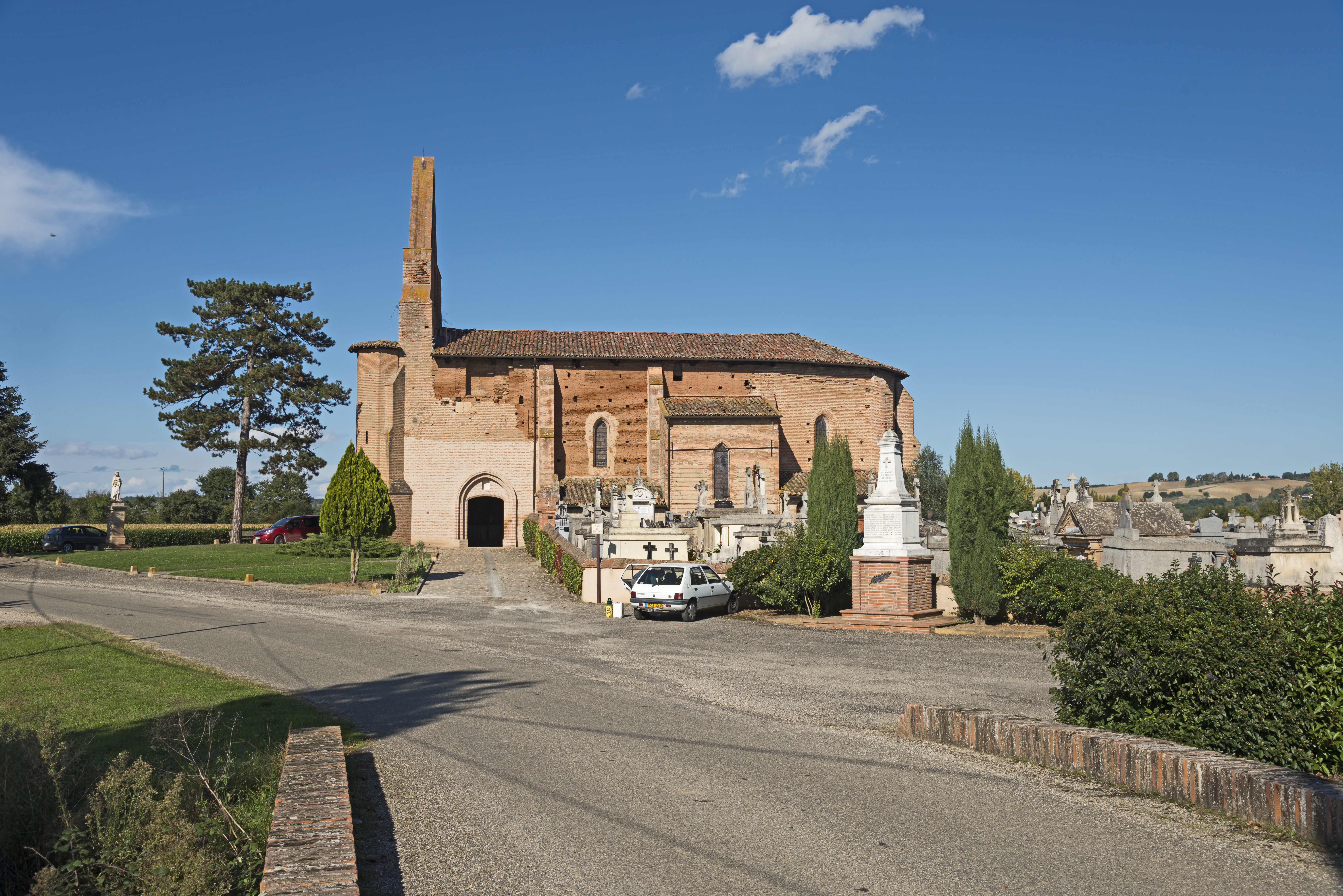

## Valorisation du patrimoine